# Mesochorus zoerneri
Mesochorus zoerneri är en stekelart som beskrevs av Schwenke 1999. Mesochorus zoerneri ingår i släktet Mesochorus och familjen brokparasitsteklar. Inga underarter finns listade i Catalogue of Life.